# II. János francia király
II. (Jó) János (Gué de Maulny-kastély, Le Mans, 1319. április 16. – London, 1364. április 8.) Franciaország királya (uralkodott 1350. augusztus 22-étől haláláig), VI. (Szerencsés) Fülöp és Sánta Johanna gyermeke, a Valois-ház második királya volt. Uralkodását súlyos gondok terhelték: angoloktól elszenvedett vereségek, a katonaság által elkövetett rendszeres fosztogatások és dúlások, a rendi gyűlés, a párizsi lakosság és a parasztság lázongása, pestisjárvány, éhínség illetve pénzügyi krízis nyomta rá a bélyegét János korára, aki több évig külföldön raboskodott, míg fia, a későbbi V. Károly volt kénytelen a bajokkal megbirkózni.

## Útja a trónig
János születésekor, 1319-ben édesapja még csak Anjou, Maine és Valois grófja volt, és váratlanul, unokatestvérei halála után örökölte a francia trónt 1328-ban. János, aki a pazarló vigasságok nagy kedvelője volt, lovagi nevelést kapott, amely szerepet életében mindennél komolyabban vett – ez apósára, Vak János cseh királyra is igaz volt, akinek lányát, Bonne de Luxembourg-t 1332-ben vette feleségül. Ugyanebben az évben Normandia hercegévé tették, amely minőségben részt vett a bretagne-i örökösödési háború és a százéves háború harcaiban.
Bonne-t, miután számos gyermekkel ajándékozta meg férjét, 1349-ben elvitte a pestis, amely ugyanekkor János anyjának, Burgundi Johannának is halálát okozta. 1350-ben nősült újra, választottja Auvergne-i Johanna lett. Atyja augusztusi halála után szeptember 26-án koronázták meg feleségével együtt a reims-i katedrálisban.

## Uralkodása

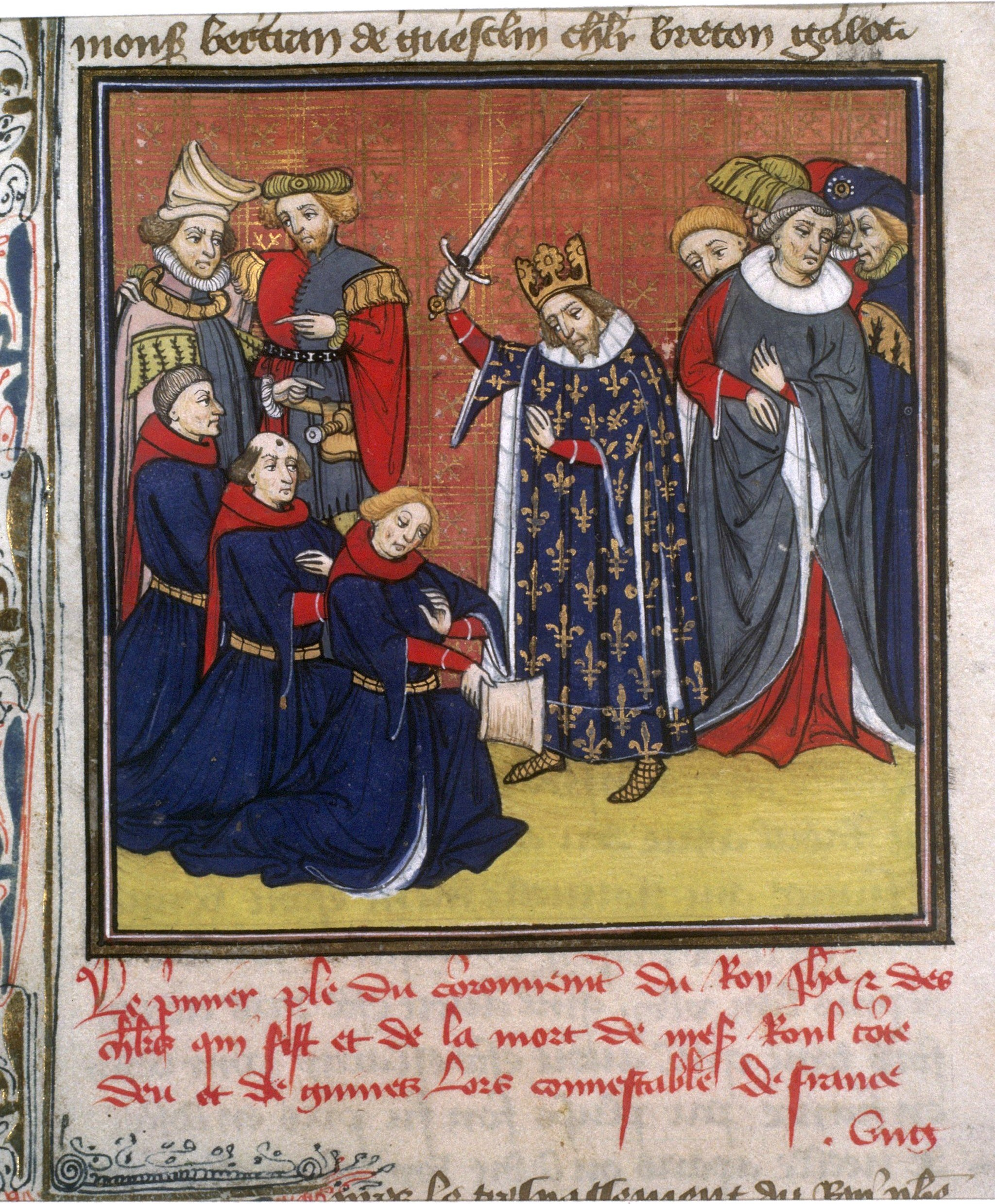
II. János lovaggá üt három jelöltet. (Grandes chroniques de France, 14–15. század)

Trónra lépve János, akiről a háború krónikása, Jean Froissart azt írta, hogy „sokszor elmulasztotta a dolgok megtudakolását, és ritkán lehetett véleménye feladására bírni, ha egyszer megmakacsolta magát”, egy mintegy harmadával megcsappant lakosságú, emiatt kevés jövedelemmel rendelkező országot örökölt, amelyet a százéves háború folytatásától csak évente kötött fegyverszünetek védelmeztek. János igyekezett felkészíteni hadait a közelgő konfliktusra. 1351-ben hozta létre a Csillag-rendet, amely egyfelől a lovagi eszmények elterjesztésére, másrészt a fegyelem megszilárdítására szolgált – erre szükség is volt az 1346-os crécyi vereség ismeretében. A kísérlet azonban nem járt sikerrel.
A fegyvernyugvás 1351-ben járt le, de mivel egyik fél sem rendelkezett a szükséges anyagiakkal, évekig csak kisebb angol betörésekre, fosztogatásra került sor, így 1355-ben a Fekete Herceg Bordeaux-ból kiindulva Toulouse-ig és onnan Narbonne-ig nyomult, majd dúlva-rabolva jelentős zsákmánnyal tért vissza Angliába. Ugyanebben az évben október folyamán III. Edward Calais-nál szállt partra, de tíz nap múltán üres kézzel tért vissza, miután először János, majd ő maga nem volt hajlandó vállalni a csatát a fenyegető pénzhiány miatt.
A király ekkor összehívta Párizsba Észak-Franciaország rendjeit, hogy pénzt kérjen a háború folytatására. A rendi gyűlés beleegyezett a hadiadó fizetésébe a király azon ígérete fejében, hogy véget vet az atyja évei óta folyó pénzrontásnak. A testület egyúttal kifogásokat fogalmazott meg a központi adminisztrációval szemben, magának követelve a beszedett összeg sorsa feletti ellenőrzés jogát. Ugyanez a mentalitás jellemezte az 1356-os languedoc-i gyűlést is. Mi több, a megszavazott adó beszedése is komoly gondokba ütközött, elsősorban Normandiában.

## Gonosz Károly intrikái
Az elégedetlenség fő szítója II. Károly navarrai király volt, akit a krónikások Gonosz Károlynak neveztek. Károly X. (Civakodó) Lajos sokáig törvénytelennek tekintett, a trón örökléséből kizárt lányának, Johannának a gyermeke, Évreux grófja volt. Károly, aki 1349-ben örökölte a navarrai trónt, a crécyi vereségtől és a pestisjárványtól megrendítve látta a Valois-k trónját, ezért anyjára hivatkozva trónkövetelőként lépett fel. Mivel az Évreux-ház befolyásos és gazdag família volt, János igyekezett Károlyt lecsillapítani, ezért 1351-ben a languedoc-i hadak főparancsnokává (lieuténant général) nevezte ki, 1352-ben pedig lányát, a nyolcéves Johannát adta hozzá feleségül bőséges hozomány mellett.

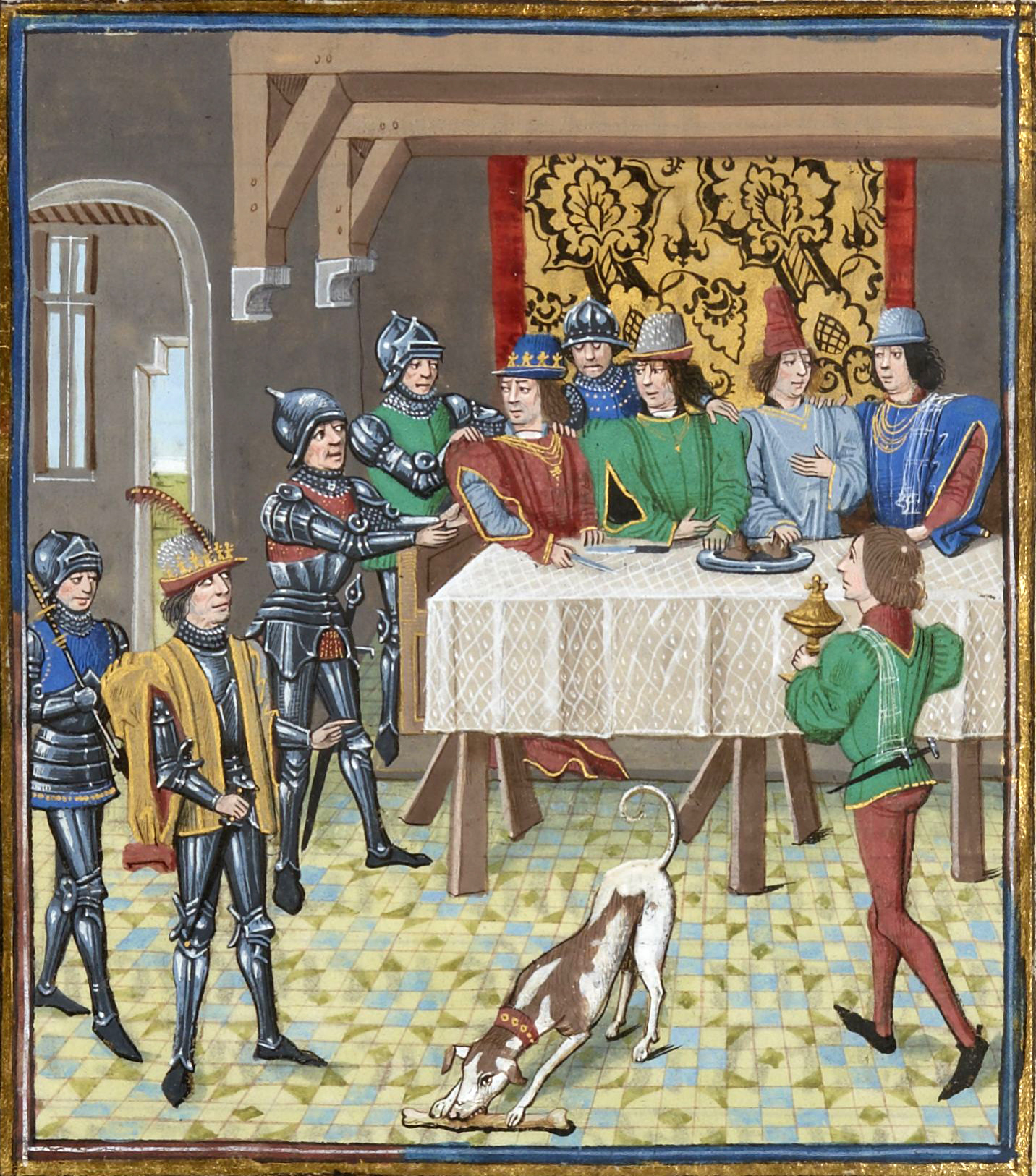
János elrendeli Gonosz Károly letartóztatását (Jean Froissart krónikájából)

A királyi jövedelmekből fizetendő több százezer livre azonban csak nem került kifizetésre, mi több, János ígéretével ellentétben Angoulême grófságát nem veje, hanem kegyence, Charles de La Cerda főparancsnok (connétable) kapta meg. A dühödt navarrai király 1354. január 8-án meggyilkoltatta riválisát. Hogy János király bosszúját elkerülje, komoly kölcsönöket vett fel, megerősítette normandiai uradalmait, és kapcsolatba lépett a Fekete Herceggel. A gyászba borult uralkodó nem kockáztathatta, hogy egy navarrai és normandiai büntetőhadjárattal angol offenzívát vonjon magára, ezért február 22-én megkötötte a mantes-i egyezményt. Ezzel a navarrai uralkodó többek között Beaumont-le-Roger, Breteuil, Conches, Pont-Audemer, Orbec, Valognes, Coutances és Carentan birtokosa lett, és ígéretet kapott a hozomány kifizetésére, mindössze néhány champagne-i erősség fejében.
1355. szeptember 10-én a valognes-i szerződés megerősítette Gonosz Károly Mantes-ban garantált jogait, azonban a navarrai uralkodó ezúttal túl messzire ment. Miután az angoloktól sem kapott segítséget, apja ellen igyekezett hangolni a trónörököst, Normandia hercegét, a későbbi V. Károlyt, és a hadiadó behajtását is megnehezítette. János ekkor már nem volt hajlandó türtőztetni magát. 1356. április 5-én rátört a roueni várban fia társaságában mulatozó vejére, négy bizalmasát helyben lefejeztette, Gonosz Károlyt pedig bebörtönöztette. A herceget először Párizsban börtönözték be, a Louvre-ban, majd a Châtelet-ben, később pedig Douai közelében, Arleux-ban záratták el.

## A poitiers-i csata

János korának hadműveletei és csatái

Navarrai Károly bebörtönzése után nem sokat váratott magára az angol támadás. Normandiában és Aquitánia területén egyaránt angol hadak szálltak partra, melyek a Loire-tól északra terveztek egyesülni. János azonban megakadályozta a tervet: a Fekete Herceg nem talált átkelőt a folyón, végül pedig menekülőre kellett fognia. János létszámfölényben levő hadai élén utána vonult, és Poitiers mellett utolérte. Bár a herceg igen kedvező békefeltételeket ajánlott, János úgy látta, hogy most kiköszörülheti a tíz évvel azelőtt atyja becsületén esett csorbát. Tévedett. Rohamra induló lovasságát a magukat jól elsáncoló angol íjászok állították meg, akik lóra szállva a francia gyalogságot is megfutamították. A hadsereg fejvesztett menekülésbe kezdett, és az angolok mintegy kétezer foglyot ejtettek: számos nemest és előkelőséget, köztük magát János királyt és kíséretét.
A dús zsákmánnyal megrakott angoloknak már nem volt kedvük fosztogatni, míg visszavonultak Bordeaux-ba. Jánost innen 1357 áprilisában Londonba szállították, ahol királyi bánásmódban részesült; távollétében fia, a dauphin gyakorolta a régensi hatalmat.

## A dauphin országlása
Míg atyja Londonban élte fényes rabéletét, a dauphin elkeseredett harcot vívott Franciaországban a királyi hatalom fenntartásáért. Még 1356-ban rendi gyűlést hívott össze, ami heves bírálatokat fogalmazott meg a király árulónak tekintett hivatalnokaival szemben, és magának követelte az ellenőrzést az államigazgatás felett. A párizsi tiltakozók élére a kereskedőtestület elöljárója, Étienne Marcel állt, aki először a pénzrontás miatt lázította fel a főváros lakosságát 1356–57 telén. A régens kénytelen volt engedni: márciusi rendeletében teljesítette a rendek követeléseit. Március 22-én megköttetett a bordeaux-i fegyverszünet, melynek eredményeképpen az elbocsátott zsoldosok Párizs környékére szabadultak.

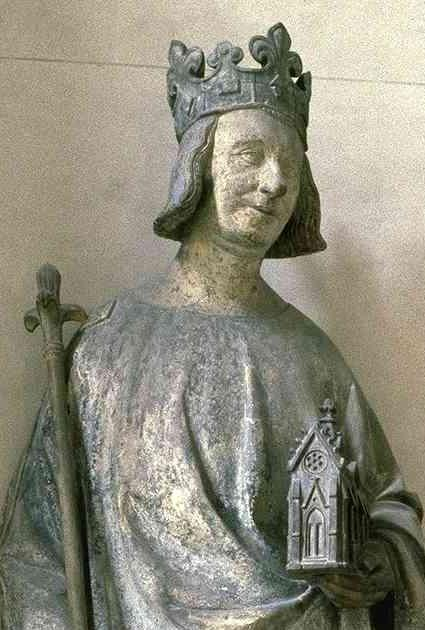
V. Károly, aki dauphinként atyja helyett is uralkodott

Súlyosbította a helyzetet, hogy Gonosz Károly kiszabadult börtönéből, és felvette a kapcsolatot Marcellel, aki 1358 elején egyre nyíltabban lépett fel a dauphin ellen, végül február 22-én rátört a palotában, több hívét levágatta, majd miután megalázta és megfélemlítette, ígéretet csikart ki tőle, hogy tanácsába polgárokat vesz be. Normandia hercege ezután jobbnak látta vidékre menekülni, ám itt is súlyos gondok szakadtak vállára: a fosztogatásoktól elnyomorított, nemességből végleg kiábrándult parasztság májusban fellázadt (jacquerie). A nemesek ellen elkövetett atrocitások még Gonosz Károlyt és az angol megszállókat is Károly herceg oldalára állították, így nyár végére sikerült felszámolni a mozgalmat. Az események folytán megerősödött dauphin eztán a Marcel kezében levő Párizs ellen vonult. Marcel Gonosz Károlytól és a flandriai városoktól kért segítséget, mindhiába, így engedélyt adott az angolok bevonulására. Ezzel saját bázisát idegenítette el magától: a párizsiak fellázadtak, elűzték az angol helyőrséget, Marcelt pedig meggyilkolták (1358. július 31.).
János eközben tárgyalásokat folytatott Edwarddal, és megállapodott vele abban, hogy Franciaország felét átadja neki. Az 1359-es párizsi rendi gyűlés azonban elutasította a tervet, ehelyett haderőt szavazott meg az angolok elleni harcra. A dauphin jó hasznát vette a pénznek és a katonaságnak, mellyel megkezdte Gonosz Károly és az angolok erődhálózatának felszámolását. Október 28-án azonban az angol király minden addiginál nagyobb sereggel és hosszas hadjáratra készült felszereléssel szállt partra Calais-nál. Edward mégsem járt sikerrel: Reims, ahol magát királlyá akarta koronázni, ellenállt a hónapon át húzódó ostromnak, ráadásul a visszavonuló sereget Beauce-ban iszonyú vihar tizedelte meg. Így elhárult az akadály a békekötés elől.
A brétignyi béke 1360. május 9-én köttetett meg, ami lehetővé tette János hazatérését 3 millió écu – mintegy 11,64 tonna arany – fejében. Amíg ezt a pénzösszeget ki nem fizették, a lovagias király két fiát, Berry és Anjou hercegeit adta túszul maga helyett. Kiváltására külön pénzt verettek, az ún. lovas frankot, mely a frank első felbukkanása a történelemben. A pénz, melyet János 1364-es haláláig vertek, 3,88 gramm aranyból készült, értéke azonos volt 1 tours-i livre-rel vagy 20 sollal.

## Szabadulás és új rabság
János három évet töltött otthon. A sokat szenvedett ország nyomorúságát az 1361-ben ismét kitört pestis súlyosbította, mely az egész királyságon végigsöpört. Ugyanebben az évben éhínség sújtotta az lakosságot. Mi több, Gonosz Károly ismét fegyvert fogott János ellen, ezúttal vélelmezett burgundi örökségéért, mely Philippe herceg halála után a királyra szállt.
Bár angol támadástól nem kellett tartani, továbbra sem volt felhőtlen a helyzet: a békével különféle nemzetiségű zsoldosok – páncélzatukról elnevezésük: brigantik – ezrei (ld. nagy kompánia) szabadultak a sokat szenvedett francia vidékre, mi több, az addig viszonylag megkímélt vidékeket – Burgundia, Provence – is elkezdték fosztogatni. Lyontól délre a királyi hadak hiába próbálták szétverni egy nagyobb csapatukat, az ún. „későn jötteket”: az 1362. április 6-án vívott ütközetben a brigantik győzedelmeskedtek, még Forez grófja és I. Jacques de Bourbon-La Marche connétable is elesett.
A király 1363-ban értesült arról, hogy Londonban zálogul hagyott egyik fia, Louis anjoui herceg megszökött – a királyfit nem a rossz bánásmód, hanem szeretett feleségének hiánya késztette erre a lépésre. Az angolok felháborodását János a lehető leglovagiasabb módon csitította le: 1364 elején önként angol kézre adta magát gyermeke helyett, a régensi feladatokat a dauphinra hagyva. A király fogságban halt meg április 8-án. A trónon az addig is helyette bizonyító, később Bölcsnek nevezett dauphin követte; zálogként Londonban maradt másik fia, Berry hercege csak 1367-ben tért haza.
A Jónak mondott János holttestét később hazaszállították, és a Saint-Denis-székesegyházban helyezték nyugalomra. Ahogy a többi királysírt, 1793-ban a csőcselék az övét is meggyalázta.

## Házasságai, utódai
1332. július 26-án, tizenhárom évesen vette feleségül a nála négy évvel idősebb Bonne de Luxembourg-t, János cseh király és luxemburgi gróf és Přemysl Erzsébet lányát Melun városában. Bonne pestisben halt meg 1349. szeptember 11-én a Maubuisson-apátságban. Számos gyermekük született:
- Blanche (1336), csecsemőként elhunyt;
- V. Károly (1338–1380), francia király 1364–1380 között;
- Catherine (1338), csecsemőként elhunyt;
- Louis (1339–1384), Anjou hercege;
- Jean (1340–1416), Berry hercege;
- Merész Philippe (1342–1404) Burgundia hercege;
- Johanna (1343–1373), 1352-től II. (Gonosz) Károly navarrai király felesége;
- Marie (1344–1404), 1364-től I. Robert, Bar-le-Duc hercegének felesége;
- Agnès (1345-1349), gyermekként meghalt;
- Marguerite (1347–1352), gyermekként meghalt;
- Isabelle (1348–1372), 1360-tól Gian Galeazzo Visconti milánói herceg felesége.

1350. február 9-én Jó János ismét megnősült a feucherolles-i Sainte-Gemme kastélyban. Választottja Johanna, Auvergne grófnője, XII. Guillaume d’Auvergne és Marguerite d’Évreux lánya – nagyapja, Louis d’Évreux révén maga is III. (Merész) Fülöp dédunokája –, Philippe de Bourgogne özvegye volt. Johanna 1360. szeptember 29-én hunyt el, János eztán nem nősült újra. Három gyermekükről tudunk, de mindhárom csecsemőként meghalt:
- Blanche (1350);
- Catherine (1352);
- egy fiú (1354).